# Ťiang Ce-min
Ťiang Ce-min (čínsky pchin-jinem Jiāng Zémín, znaky zjednodušené 江泽民, tradiční 江澤民; 17. srpna 1926 Jang-čou – 30. listopadu 2022 Šanghaj) byl čínský politik, v letech 1989–2002 generální tajemník Komunistické strany Číny a v letech 1993–2003 prezident Čínské lidové republiky. Ťiang, představitel tzv. „třetí generace“ čínského komunistického vedení, v letech 1989–2004 také zastával funkci předsedy Ústřední vojenské komise Komunistické strany Číny, a byl tak považován za nejvyššího vůdce Číny. 
Za jeho působení v čele státu byla Čína v roce 2001 přijata do Světové obchodní organizace (WTO).
Ťiang Ce-min patřil ke stoupencům tvrdého zásahu na Náměstí nebeského klidu v roce 1989 a realizace právě jeho nekompromisního řešení mu později vynesla post prezidenta. Jako prezident je zodpovědný také za persekuci příslušníků spirituální praxe Fa-lun-kung, za kterou byl obviněn před španělským soudem a argentinský soud na něj vydal (byť spíše symbolický) zatykač.

## Ťiang Ce-minova frakce
Ťiang Ce-min vytvořil v Komunistické straně Číny vlastní mocenskou strukturu, vládní frakci jejíž moc opřel o kontrolu nad Výborem pro politické a legislativní záležitosti, do jehož čela dosadil člena svojí frakce bývalého naftaře Čou Jung-kchanga.
Dalším členem jeho skupiny byl člen Komunistické strany Číny Po Si-laj, který letech 2003–2004 zastával post guvernéra provincie Liao-ning. Od roku 2004 do listopadu 2007 byl ministrem obchodu Čínské lidové republiky. Následně se stal tajemníkem výboru v Čchung-čchingu a členem politbyra Komunistické strany Číny. Jako svého pobočníka si zvolil Po Si-laj straníka Wang Li-tüna.
Dalšími známými členy Ťiangovy frakce jsou členové stálého výboru politbyra Ťia Čching-lin a Li Čchang-čchun.

## Kampaň proti Fa-lun-kungu

### 1999 – počátek pronásledování Fa-lun-kungu
Komunistická strana publikovala v dubnu roku 1999 článek v časopise Věda a technologie pro mládež, v němž označila Fa-lun-kung za pověru a hrozbu pro zdraví, protože praktikující mohou u vážných nemocí odmítat běžné lékařské ošetření. Velké množství stoupenců Fa-lun-kungu následně proti obsahu článku demonstrovalo před redakcí časopisu v Tianjinu. Výsledkem bylo zatýkaní a bití účastníků demonstrace ze strany čínské policie. O incidentu později hovořil novinář a spisovatel Ethan Gutmann na tiskové konferenci v Evropském parlamentu, jako o připravené provokaci čínské vlády, která měla záměrně vyvolat protesty na straně Fa-lun-kungu. Kvůli těmto zatčením přišlo 25. dubna 1999 k vládnímu Úřadu pro odvolání 10 až 15 tisíc praktikujících Falun Gongu, tito lidé se odpoledne shromáždili u sídla Čínské komunistické strany v Zhongnanhai vedle Zakázaného města v Pekingu a zůstali tam do pozdního večera. Shromáždění bylo poklidné, účastníci nedrželi žádné transparenty ani plakáty. Prezident Ťiang Ce-min byl přítomností těchto apelujících znepokojen. Ideologická nadvláda komunistické strany byla podle jeho názoru ohrožena.
Generální tajemník komunistické strany Číny Ťiang Ce-min zakládá takzvaný Úřad 610, který má za úkol pronásledovat a zdiskreditovat Fa-lun-kung a jeho příznivce.
Podle Amnesty International přijala čínská vláda tři strategie na rozdrcení Fa-lun-kungu: násilí proti praktikujícím, kteří se odmítnou vzdát své víry, „vymývání mozků”, kdy jsou lidé nuceni, aby se Falun Gongu vzdali a odmítli ho, a efektivnější mediální kampaň na obrácení veřejného mínění proti Falun Gongu.

### Soudní procesy proti Ťiang Ce-minovi
Dne 11. listopadu 2009 přijal po dvou letech vyšetřování španělský soudce Ismael Moreno žalobu za genocidu a mučení. Mezi obviněnými figuruje pět vysokých představitelů Komunistické strany Číny, kteří se mají zodpovídat za svou roli při pronásledování duchovní praxe Fa-lun-kung. Poprvé soud uznal kampaň proti Fa-lun-kungu za odpovídající definici genocidy z hlediska právního. Mezi obviněnými je i bývalý vůdce Číny, Ťiang Ce-min, Luo Kan – bývalý ředitel Úřadu 610, Po Si-laj – bývalý ministr obchodu, Ťia Čching-lin – čtvrtý nejvýše postavený člen Strany a Wu Kuan-čeng – předseda interního disciplinárního výboru Strany.
21. prosince 2009 vynesl Argentinský soudce Octavio Araoz de Lamadrid z Federálního soudu č. 9 rozsudek v historickém procesu se dvěma bývalými čelními čínskými funkcionáři. Bývalý předseda komunistické strany Číny Ťiang Ce-min a šéf Úřadu 610 Luo Kan byli souzeni za jejich zodpovědnost ve stále probíhajícím pronásledování milionů praktikujících duchovní disciplíny Fa-lun-kung ze strany čínského komunistického režimu. Součástí rozsudku je i nařízení k zadržení obou funkcionářů, kteří se v současnosti nacházejí v Číně. Pokud obvinění vycestují do země, která má s Argentinou smlouvu o vydávání zločinců, musí být zadrženi a převezeni do Argentiny, aby byli postaveni před soud a poskytli prohlášení na svou obhajobu. Rozhodnutí soudu představuje historický precedent.

## Wang Li-ťünův incident
Před 18. sjezdem Komunistické strany Číny, který se má konat na podzim roku 2012, vypukly uvnitř strany mocné boje o kontrolu nad vedením země.
Zprávy světových médií naznačují, že boj probíhá mezi dvěma frakcemi komunistické strany. První frakce je údajně vedena současným prezidentem a generálním tajemníkem Ústředního výboru Komunistické strany Číny v jedné osobě Chu Ťin-tchaem a premiérem Wen Ťia-paem. Druhou řídí člen devítičlenného Stálého výboru politbyra komunistické strany a šéf policie a bezpečnostních složek Čou Jung-kchang spolu se stranickým tajemníkem komunistické strany ve městě Čchung-čchingu Po Si-lajem, podle čínského novináře Wu Pao-čanga, který pracuje pro Radio France International v Paříži oba patří do mocenské skupiny bývalého prezidenta Ťiang Ce-mina.